# آرازیاش

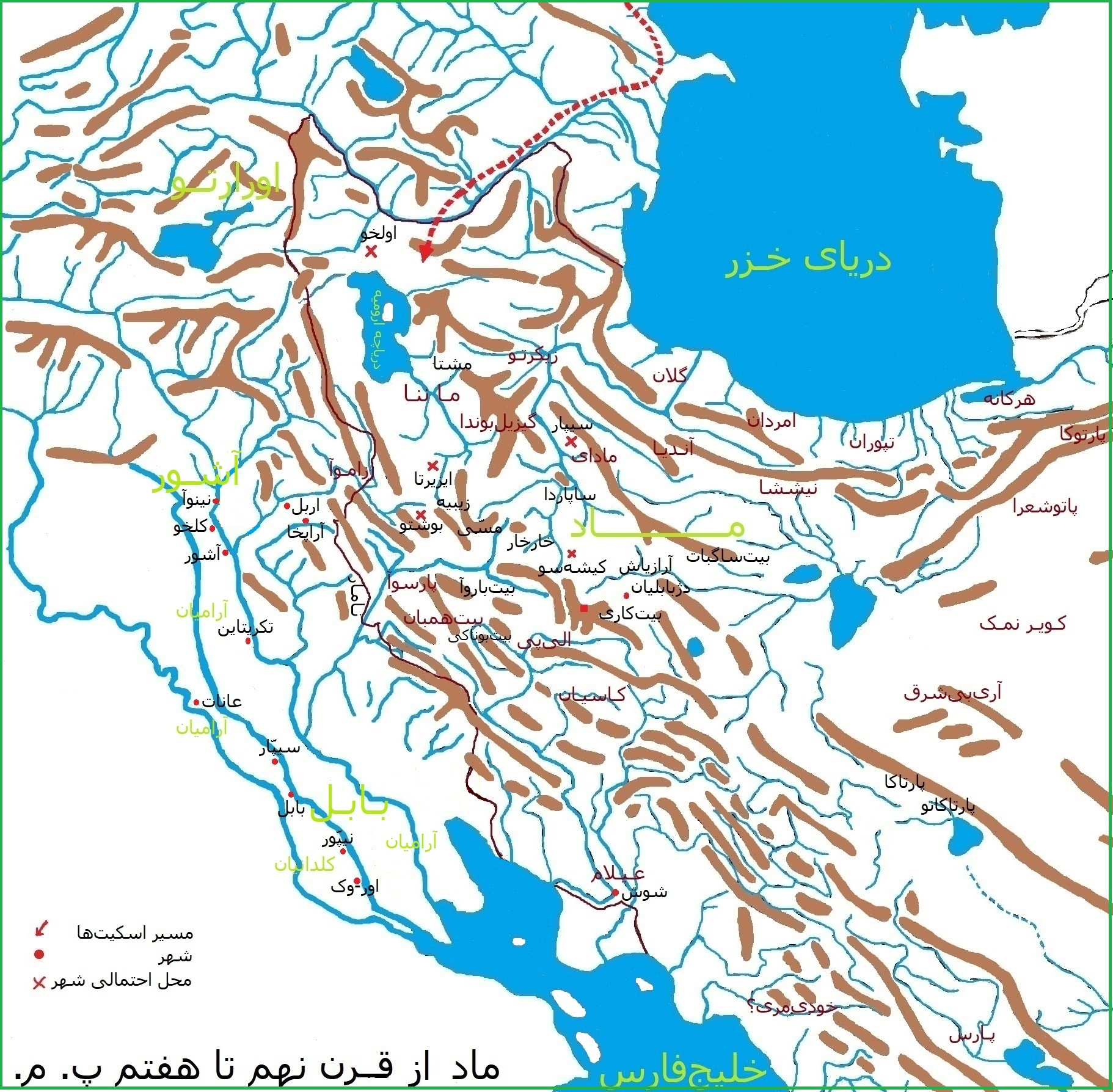
نقشه ماد پیش از پادشاهی

آرازیاش یکی از قبیله‌های سرزمین ماد می‌باشد که احتمال می‌رود در منطقه کنونی آورزمان در همدان واقع شده‌باشد. این منطقه جز مناطق شرقی سرزمین ماد محسوب می‌شد و در اثر حملات مکرر آشور مورد غارت و ویرانی قرار می‌گرفت

## حملات آشوریان
درآن زمان آشوری‌ها از جانب کوها به سرزمین مسی واقع در قسمت علیای رود حقتو حمله‌ور شده وبعد از اینکه به سلسهٔ صیال مزبور هم هجوم بردند به سمت ناحیهٔ آرازیاش و خارخارها رفته و سرزمین آنها را نیز ویران کردند. اولین حمله آشوری‌ها به این منطقه در زمان حکومت مانسوراتا بوده است و متأسفانه به غیر از این پادشاه نام هیچ پادشاه دیگری به دست ما نرسیده است. در غرب حکومت ماد اقوامی زندگی می‌کردند که با یکدیگر اختلافات فراوان داشتند و سیاست‌های آنها مملو از سودگرایی بود این در حالی بود که اقوامی در مناطق شرقی به دنبال دفع دشمن بوده و دست از تلاش و کوشش برنمی‌داشتند و از جمله می‌توان به اقوام گیزیل بوندا و مادای اشاره نمود و این اقوام در اواخر قرن هشتم ق. م یعنی در زمان لشکرکشی‌های سارگن دوم وحدت بیشتری نسبت به یکدیگر نشان دادند.
آنها تحت رهبری یک پیشوا به نام ناسیروکا بودند که مقر او واقع در ساک بی تو بود. وی قصد داشت برای پناه گرفتن به داخل کوهای البرز برود اما ظاهراً مشی آداد آنها را به جنگ با آشوری‌ها به پا خواسته است. طبق روایتی که در لوح‌های آشوری بیان شده است نشان داده که تلفات زیادی بر سر مادها وارد کرده‌اند و طبق آمار ۲۳۰۰کشته و ۱۲۰۰منطقه مسکونی ودژ ساک بی تو را نابود کرده‌اند و حدود ۱۴۰ سوار را اسیر کرده‌اند و طبق الواح باقیمانده از فرمانده آشوری به نام تیگلت‌پیلسر سوم نشان داده شده که فرمانروای آرازیاش راماتئا فرار کرده است و ضمناً بیان شده که در دهکده‌های این منطقه علاوه بر اسب‌ها و دامهای شاخدار سنگ لاجورد باختر نیز به دست آشوریان افتاده و ظاهراً آخرین منطقه ای به آن حمله‌ور شده‌اند زاکروتی بوده و و در آخر اثبات شده که آرازیاش جزو اتحادیه‌های ماد نبوده است.